# Pleased to Meet You
Albums de Sleeper
The It Girl
(1996)
Singles
1. She's a Good Girl
Sortie : 1er octobre 1997
2. Romeo Me
Sortie : 1er décembre 1997

Pleased to Meet You est le troisième et dernier album du groupe de britpop Sleeper. Réalisé en 1997, il contient deux titres qui sortiront en single, She's a Good Girl et Romeo Me. L'album, produit par Stephen Street et Cenzo Townshend, est sorti en CD, en cassette et en 33 tours.
Il atteignit la 7e place des charts britanniques où il a été certifié disque d'argent.

## Liste des titres
Les chansons sont composées par Louise Wener, sauf indication contraire.
1. Please Please Please (Wener, Andy MacLure) – 4 min 10 s
2. She's a Good Girl – 4 min 00 s
3. Rollercoaster – 5 min 18 s
4. Miss You – 3 min 54 s
5. You Got Me – 3 min 41 s
6. Breathe (MacLure) – 4 min 36 s
7. Superclean – 3 min 12 s
8. Firecracker – 4 min 03 s
9. Because of You – 4 min 09 s
10. Romeo Me – 4 min 03 s
11. Nothing Is Changing – 3 min 48 s
12. Motorway Man – 3 min 47 s
13. Traffic Accident – 3 min 22 s

L'édition japonaise comporte deux titres bonus : She's a Sweetheart et Spies.